# Jake Picking
Jake Picking (ur. 2 marca 1991 w Erlangen) – amerykański aktor. Najbardziej znany z roli Rocka Hudsona w miniserialu Netflix Hollywood, stworzonym przez Ryana Murphy'ego. Znany jest również z roli w dreszczowcu Dzień patriotów.